# Massari Melzi
Massari Melzi fu un antico comune lombardo che venne annesso a quello di Fara Gera d'Adda nel 1871.
Nel Duemila la località è conosciuta col nome di Badalasco (Badalàsca in dialetto bergamasco), e costituisce una delle 5 località all'interno del territorio del comune di Fara Gera d'Adda sita nella zona sud-orientale del territorio comunale, alla distanza di 2 chilometri e mezzo dal capoluogo.
Badalasco conta circa 767 abitanti.

## Storia

### Le origini nel XVI secolo
L'insediamento di Massari de' Melzi nasce intorno al 1580 come proprietà dei Melzi d'Eril, presenti in Fara Gera d'Adda sin dal 1464, nei pressi della cascina Badalasca.

### XVIII secolo
Il comune nulla sapeva di infeudazione dato che per l'amministrazione della giustizia si rivolgeva al podestà di Caravaggio. Nel 1751 contava 113 abitanti. Non esisteva alcun consiglio e la stessa figura del console non è presente dato che la gestione degli affari locali è demandata alla famiglia dei conti Melzi, residenti a Milano, rappresentati da un fattore. Non si può quindi sapere se la riforma del 1755 sia qui stata applicata. Nel maggio 1798, secondo la legge dell'otto del mese, il comune fu inserito nel distretto XVI di Brignano, fu unito a Fara Gera d'Adda nel settembre dello stesso anno, secondo la legge del 5 vendemmiaio del settimo anno del calendario rivoluzionario francese.

### Inizio XIX secolo
Nel giugno 1804 fu inserito nel distretto Roggia Nuova secondo il piano del 27 del mese. Nel giugno 1805, secondo il decreto dell'ottavo giorno del mese, passo nel cantone I di Treviglio del II distretto omonimo. Nello stesso anno contava 162 abitanti. Fu aggregato a Pontirolo nel gennaio 1810, secondo il decreto del 31 marzo 1809. Nel 1809 contava 192 abitanti.
Con l'attivazione dei comuni della provincia di Bergamo nel regno Lombardo-Veneto, il comune, con i suoi 211 abitanti, venne collocato distretto X di Treviglio, secondo la notificazione del 12 febbraio 1816 e fu confermato nel medesimo distretto nel successivo compartimento territoriale del 1844. Nel 1853 fu inserito nell'undicesimo distretto, secondo la notificazione del 23 giugno dello stesso anno, e a quella data contava 299 abitanti.

### Dopo l'Unità d'Italia
Con l'unione temporanea delle provincie lombarde al Regno di Sardegna, secondo il compartimento territoriale del 23 settembre 1859, il comune con 313 abitanti, retto da un consiglio di 15 membri e da una giunta di 2 fu incluso nel mandamento I di Treviglio, circondario II di Treviglio, nella provincia di Bergamo. Alla costituzione del Regno nel 1861 la popolazione era di 303 abitanti ed in base alla legge sull'ordinamento comunale dello stesso anno veniva amministrato da un sindaco, da una giunta e da un consiglio. Nel 1867, anno della circoscrizione amministrativa, il comune risultava incluso ancora nello stesso mandamento e circondario. Nel 1871 il comune di Massari Melzi venne aggregato al comune di Fara d'Adda, oggi denominato Fara Gera d'Adda.

## Geografia fisica

### Territorio
Il territorio di Badalasco confina a est con Treviglio e più precisamente: sud-est con la frazione della Geromina, ad est con la località Cascina Peliza, a nord-est con la frazione di Castel Cerreto. A nord-ovest con il comune di Fara Gera d'Adda, a nord con la località Sant'Andrea, ad ovest vi è l'Adda, non vi sono altri centri abitati anche se dall'altro lato dell'Adda si trova la frazione di Groppello (comune di Cassano d'Adda). A sud si trova la frazione Pezzoli del comune di Treviglio, alla quale è collegata dalla strada sterrata consorziale Sant Nabor, che la collega anche alla SP 11.
Dal punto di vista sismico presenta un rischio molto basso e distribuito in modo uniforme sul territorio. Il comune di Fara Gera d'Adda è stato infatti classificato come zona 4 (bassa sismicità) dalla protezione civile nazionale.

### Clima
Il clima della frazione è poco mite dato che risulta molto caldo d'estate e molto freddo in inverno con presenza di nebbia e una o più nevicate all'anno. In autunno e primavera è piovoso con lunghi periodi di pioggia.
Badalasco, come il resto della Pianura Padana, è caratterizzata da un'assenza di venti sinottici al livello del suolo a causa della conformazione geografica della stessa. Nella maggior parte dei casi la loro velocità è inferiore agli 0,5 m/s. La velocità del vento, già piuttosto bassa, tende a ridursi ulteriormente nel periodo invernale.
Badalasco, quanto a classificazione climatica rientra nella zona E, 2.441 GG.

## Economia
In passato zona agricola costituita prevalentemente da cascine, è oggi formata anche da numerose villette, appartamenti di recente costruzione la frazione è dotata di un proprio oratorio con tanto di chiesa e campo da calcio.